# Tontouta
La Tontouta est un fleuve côtier de la côte ouest de la Nouvelle-Calédonie. Elle s'écoule sur les communes de Païta et de Boulouparis (Province Sud) et se jette dans le lagon néo-calédonien.

## Géographie
Ce cours d'eau possède une longueur de 38 km. Il prend sa source dans la Chaîne Centrale, au Mont Humboldt (1 618 m), et se jette dans le lagon sur la côte ouest de la Grande Terre.

### Bassin versant
Le bassin versant possède une altitude moyenne de 530 m et une pente moyenne relativement importante de 40,6 %. Il est recouvert à plus de 73 % de maquis. Les surfaces restantes sont notamment recouvertes de végétation dense (21 %). Le sous sol du bassin versant est composé à plus de 72 % de roches basiques et ultra basiques et à 25 % de terres et d’altérites. Le bassin versant de la Tontouta est parsemé de nombreuses mines notamment les mines Gallieni, Vulcain, Canon et Liliane.

### Organisme gestionnaire
L'organisme gestionnaire est la DAVAR ou Direction des Affaires Vétérinaires, Alimentaires et Rurales, par son service de l'eau créée en 2012, avec deux poles le PPRE pôle de protection de la ressource en eau et le PMERE pôle mesures et études de la ressource en eau,.

## Affluents
- Hwa No ou Wano (rd[note 2]),
- Koé ala Goguamba ou Netaxi (rg),
- Kalouéhola ou Kari Wéno (rg),[3]

## Hydrologie
Son régime hydrologique est dit pluvial tropical.

### La Tontouta au téléphérique
La Tontouta a été observée sur une période cumulée de 41 ans entre 1954 et 2008. L'embouchure étant très influencée par les marées, les débits sont mesurés au niveau du téléphérique. Son bassin versant y est de 380 km2.
Le débit moyen annuel ou module du fleuve à cet endroit est de 11,6 m3/s. Cependant, étant donné la grande variabilité des débits journaliers et la forte influence des épisodes de crue sur les valeurs moyennes, cette grandeur est peu représentative de ce que l’on observe fréquemment dans les cours d’eau. Nous y préférerons donc la notion de débit médian pour caractériser les débits habituels des cours d’eau. Le débit journalier médian caractérise la valeur de débit qui est dépassée en moyenne un jour sur deux et vaut pour la Tontouta 6,7 m3/s.
La Tontouta présente des variations saisonnières de débit bien marquées, avec des crues durant la saison humide (décembre-avril) et un pic important au mois de mars de 21,1 m3/s.
Les basses eaux ont lieu lors de la saison sèche (juillet - novembre), entraînant une baisse du débit moyen mensuel jusqu'au niveau de 3,7 m3/s au mois d'octobre.

### Étiage ou basses eaux et DCE
Les valeurs d'étiage peuvent descendre très bas avec un DCE médian de 2,59 m3/s et un DCE centennal sec de 1,24 m3/s.

### Crues et temps de concentration
Le débit de la crue annuelle de la Tontouta s'élève à 270 m3/s et la crue décennale à 2 720 m3/s. La crue centennale, quant à elle, est de 4 870 m3/s. Le maximum de crue a été observé lors du cyclone Anne (en) le 13 janvier 1988. Le débit a été évalué à 4 583 m3/s. La taille réduite des bassins versants calédoniens leur confère une réactivité aux aléas très importantes. Ainsi le temps de concentration, qui reflète la durée qui sépare le maximum de pluie d'un épisode avec la maximum de débit correspondant, n'est que de 5 h 6 pour la Tontouta.

### Lame d'eau et coefficient d'écoulement
Le bassin de la Tontouta reçoit annuellement une lame d'eau précipitée moyenne de 1 787 mm/an, alors que la lame d'eau écoulée est de 927 mm/an. Le coefficient d'écoulement moyen interannuel est ainsi de 53 %.

## Aménagements et écologie

### Bac puis Pont
Le cours de la Tontouta étant situé sur l'axe routier principal développé dès la deuxième moitié du XIXe siècle pour desservir les différentes colonies de peuplement, à la fois libres et pénales, sur la côte Sud-Ouest de la Grande Terre, la rivière a d'abord été franchie par un bac. Celui-ci est remplacé par l'actuel pont de la Tontouta, structure métallique construite à partir de 1934, dans le cadre des grands travaux routiers lancés en 1926 par l'administration du gouverneur Joseph Guyon,.

### Grand Tuyau
Pour répondre à l'explosion urbaine de l'agglomération nouméenne et pallier les différentes périodes de sécheresse estivales, les communes du Grand Nouméa (à travers le SIVU des eaux du Grand Nouméa, dit « EGN », créé en 1988, puis, à partir de 2010, du SIVOM du Grand Nouméa) ont lancé ensemble, en 1998, la construction d'un « Grand Tuyau » de 46 km de long et de 1 m de diamètre acheminant l'eau depuis des stations de pompage par puits de forage sur le cours souterrain du fleuve de la Tontouta, s'ajoutant à la production du barrage de la Dumbéa. Ce « grand tuyau » est installé à partir de 2000 le long de la RT1 (grand route de la côte ouest de la Grande Terre) et de la Voie express 2 et est géré, avec les stations de pompage, par la Société anonyme des eaux de Tontouta (SADET), filiale de la Calédonienne des eaux et donc également du groupe Suez.